# آیدورسولفاز
آیدورسولفاز (انگلیسی: Idursulfase) با نام تجاری «الاپراز» (انگلیسی: Elaprase؛ تلفظ انگلیسی: اِلاپرِیز) که توسط شرکت شایر پی‌ال‌سی ساخته می‌شود، دارویی است که در درمان بیماری هانتر (موکوپلی‌ساکاریدوز نوع ۲) بکار می‌رود.
این دارو، فرم تلخیص‌شدهٔ آنزیم لیزوزومی «آیدورونات-۲-سولفاتاز» است که به‌روش همتاسازی مولکولی در سلول‌های انسانی تولید می‌شود.
این دارو، یکی از گران‌ترین داروهای تولیدی است و سالیانه حدود ۵۶۷٬۴۱۲ دلار آمریکا برای هر بیمار هزینه دارد.